# 陈泳
陈泳（1968年12月—），男，江苏江阴人，中华人民共和国外交官，曾任中华人民共和国驻巴塔总领事，现任中华人民共和国驻长崎总领事。

## 生平
陈泳曾任驻苏里南大使馆参赞、驻约翰内斯堡总领事馆副总领事、外交部亚洲司参赞、新疆国际博览事务局副局长和驻东盟使团参赞。2023年1月，出任中华人民共和国驻巴塔总领事。2024年10月，由于中国政府暂时关闭驻巴塔总领事馆，陈泳离任驻巴塔总领事。2025年3月，出任中华人民共和国驻长崎总领事。